# 마가리카네촌
마가리카네촌(勾金村)은 후쿠오카현 다가와군에 있던 촌이다. 현재의 가와라정 일부에 해당한다.